# Capucin bec-d'argent
Euodice cantans
Espèce
Synonymes
- Lonchura cantans (Gmelin, 1789)

Statut de conservation UICN

 LC  : Préoccupation mineure
Statut CITES
Répartition géographique
Le Capucin bec-d'argent (Euodice cantans) est une espèce de passereau de la famille des Estrildidae.

## Description
Cet oiseau mesure environ 11 cm de longueur. Son plumage présente une dominante sable vaguement marquée de petites stries, un peu plus sombre sur les ailes et la queue, un peu plus claire sur le ventre et les sous-caudales. Il n'y a pas de dimorphisme sexuel, mais le mâle est le seul à chanter.

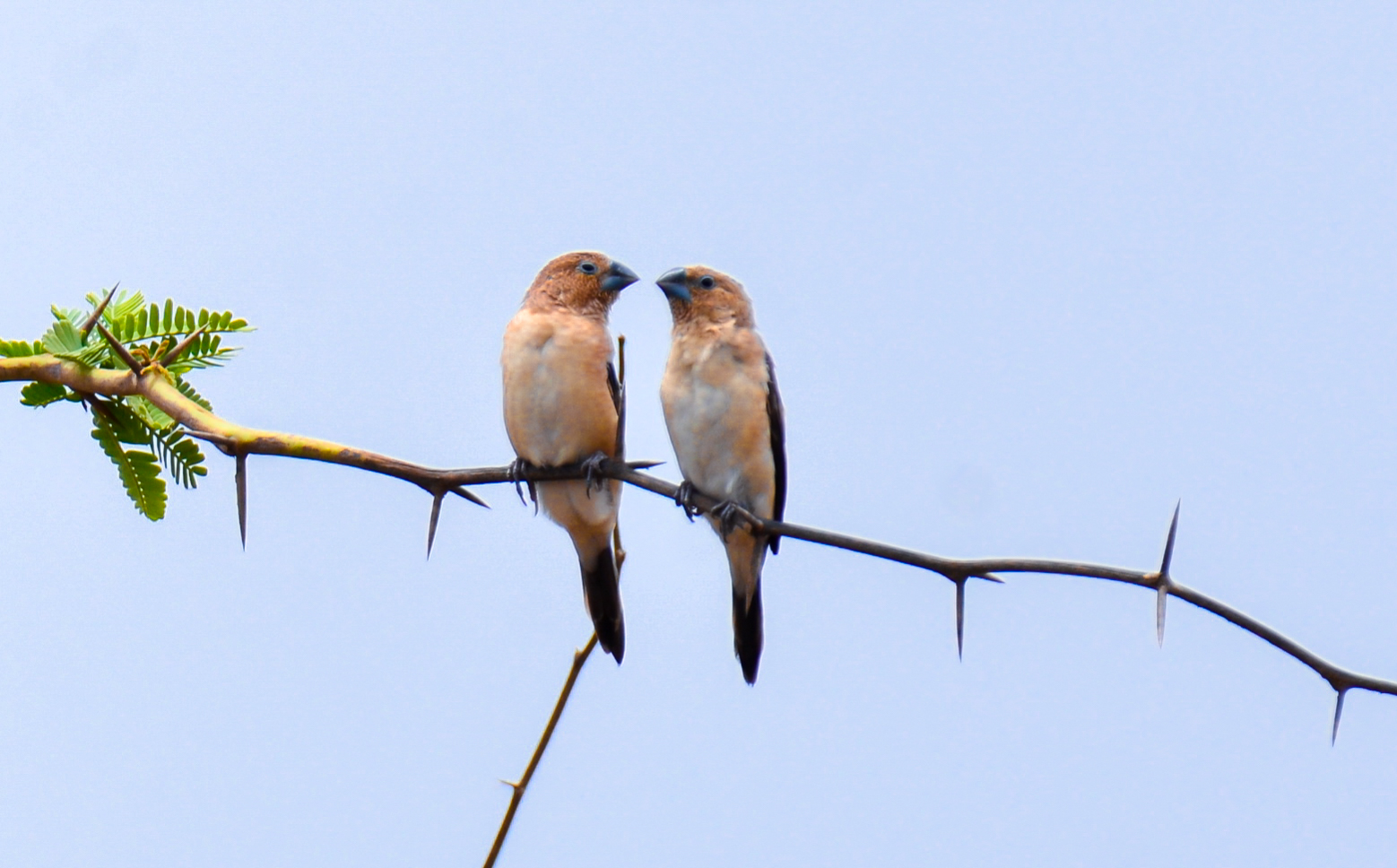
cette image a été prise dans la Reserve naturelle de la grande Niayes de Pikine au Sénégal. Elle regorge des lacs de diffèrents endroits et noms avec des arbres

## Répartition
Cet oiseau vit dans le nord de l'Afrique subsaharienne et le sud-ouest de la péninsule arabique.

## Habitat
Cet oiseau fréquente les savanes, les terres agricoles et les villages.

## Nidification
Le nid est construit dans les buissons, sous les toits ou dans les murs des habitations.

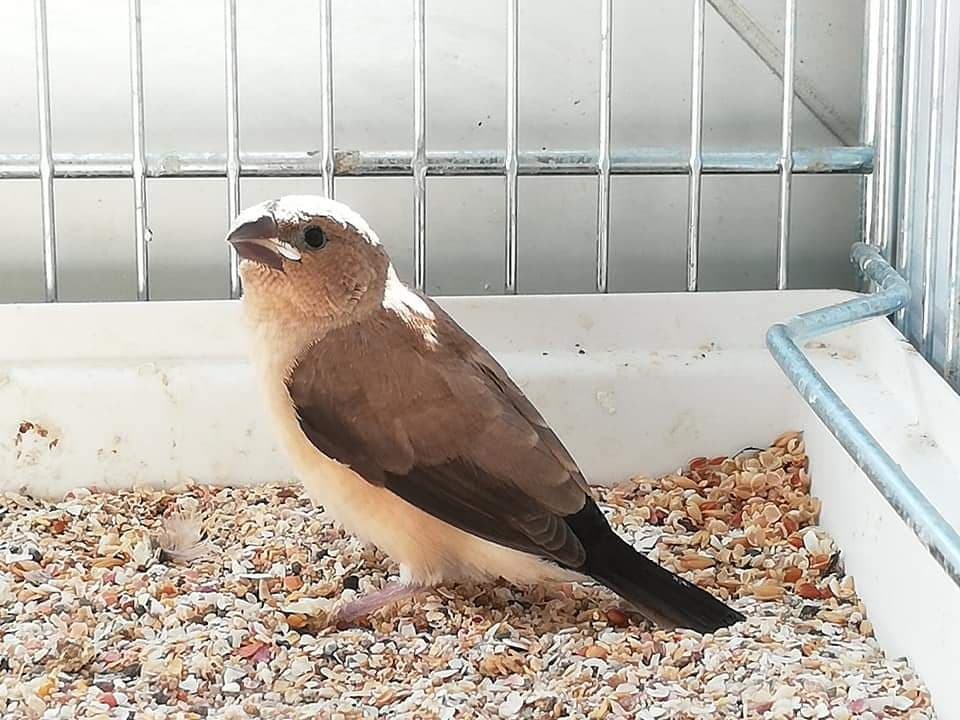
Jeune bec d'argent
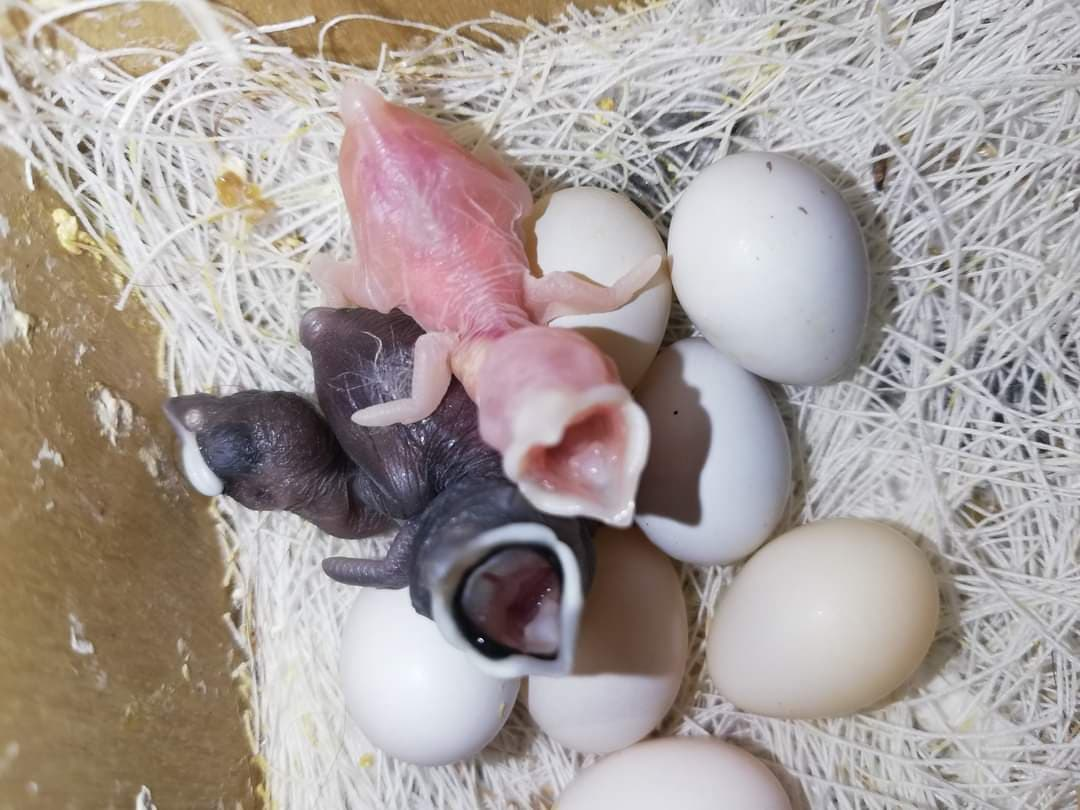
Nichée de becs d'argent, dont un de mutation inos (albinos)

## Taxinomie
Dans certaines classifications, cette espèce a pour nom scientifique Lonchura cantans.

## Sous-espèces
D'après Alan P. Peterson, cette espèce est constituée des deux sous-espèces suivantes :
- Euodice cantans cantans  (Gmelin) 1789 ;
- Euodice cantans orientalis  (L. Lorenz von Liburnau & Hellmayr) 1901.

D'autres auteurs admettent quatre sous-espèces.